# 왜관동부초등학교
왜관동부초등학교는 대한민국 경상북도 칠곡군에 있는 공립 초등학교이다.

## 학교 연혁
- 1972.12.31 왜관동부국민학교로 설립 인가
- 1974.03.02 왜관동부국민학교에서 12학급 편성 개교
- 1974.04.03 현 위치로 이전 개교
- 1975.02.03 제1회 졸업식 (졸업생 : 125명)
- 1985.09.02 병설 유치원 1학급 개원
- 2000.06.26 급식실(1실), 컴퓨터실 (1실) 증축
- 2007.04.01 교사 1동 신축 (10개 교실)
- 2010.03.01 경상북도 교육청지정 봉사활동 연구학교지정
- 2011.03.01 초등 19학급, 유치원 2학급 편성
- 2014.03.01 이종덕 교장선생님 부임
- 2014.02.14 제40회 졸업 (총 2,645명 졸업)
- 2014.03.01 초등 24학급, 유치원 2학급 편성

## 참고 자료
- 왜관동부초등학교 - 한국교육학술정보원 학교알리미